# Talla de madera

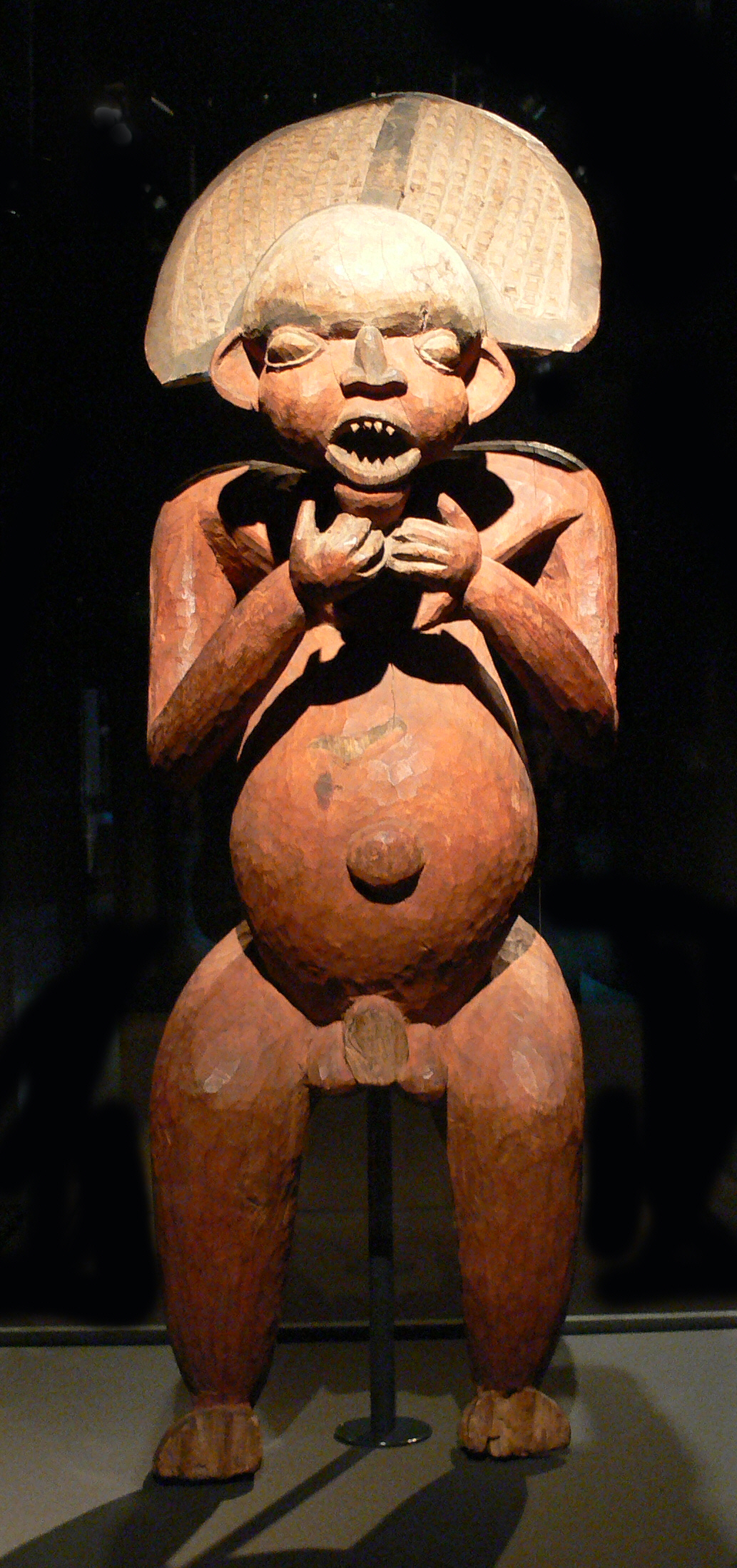
Talla en madera de la figura de un rey o dignatario, procedente del Camerún,, en la Colección de Tallas del Museo etnológico de Berlín.

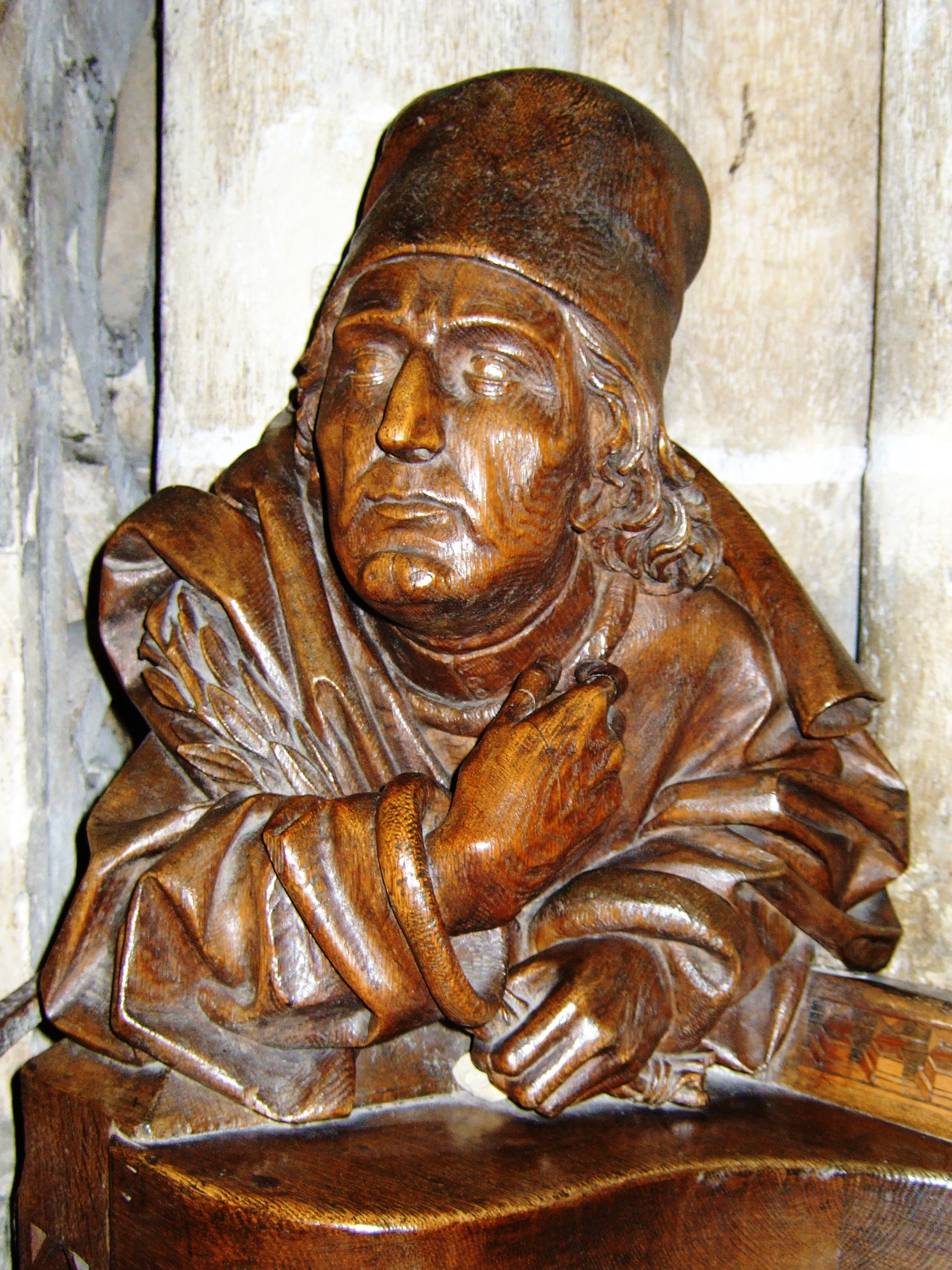
Talla en madera en la iglesia mayor de Ulm atribuida a Jörg Syrlin.

Una talla es una obra de escultura, especialmente en madera. La madera se talla mediante un proceso de desgaste y pulido, con el propósito de darle una forma determinada, que puede ser un objeto concreto o abstracto. El producto final puede ir desde una escultura individual hasta elementos decorativos trabajados a mano que forman parte de una Tracería.

## Historia
Es una actividad muy antigua y extendida a largo plazo. Algunos de los mejores ejemplos que subsisten de antigua madera tallada provienen de la Edad Media en Italia y Francia, donde los temas típicos de aquella época era la iconografía cristiana. En Inglaterra subsisten ejemplos de los siglos XVI y XVII, época en la que el medio preferido era el roble.
Desde las épocas más remotas la decoración de madera ha sido un arte destacado. La tendencia de la naturaleza humana ha sido siempre ornamentar cada artículo de uso ordinario. La Humanidad, desde sus primeros tiempos, cortan dibujos o diseños en cada artículo de madera que es susceptible de talla. Así también la obra de diversos pueblos que conservan esta tradición: los nativos de Norteamérica tallan sus anzuelos o las boquillas de las pipas, lo mismo que los polinesios tallan sus remos.

## Aplicaciones
Sus aplicaciones son variadísimas, aunque su principal función es el ornamento. Se usa tanto a nivel arquitectónico como para el embellecimiento de objetos de uso cotidiano.
Como toda artesanía, tiene un componente artístico, en el cual el tallista-artesano vuelca su talento creativo para sacar de unas simples tablas una obra de arte, y otro componente, técnico y mecánico, que hay que tener en cuenta para que la materia prima responda a los esfuerzos del tallista y logre el resultado deseado.
Para realizar la talla en madera se emplean herramientas especializadas como las gubias o formones, eligiéndose maderas de alta densidad y que no se astillan fácilmente. Antes de proceder a la talla es importante trazar las seis vistas (frente, perfiles, parte de atrás, arriba, abajo) de la figura a realizar en nuestro bloque de madera ya que nos servirá como referencia en el proceso artístico.
Últimamente se emplea también otras técnicas para tallar la madera. Se puede hacer diseñando el objeto a tallar con un software de modelado en tres dimensiones CAD. Se pasa ese dibujo en tres dimensiones a un software de mecanización asistida por ordenador CAM que una máquina de control numérico podrá fabricar automáticamente. Lo delicado de esta técnica es saber dibujar con el software CAD objetos artísticos.

## Ejemplos de escultura
- Tótem
- Máscaras africanas
- Xoanon
- Imaginería
- Relieve
- Retablo
- Coro (arquitectura)
- Historia del mueble
- Marquetería
- Taracea
- Ebanistería
- Carpintería